# Misato Katsuragi
Misato Katsuragi (葛城 ミサト Katsuragi Misato?) es un personaje ficticio perteneciente a la franquicia de Neon Genesis Evangelion. Misato es la jefa de operaciones tácticas de NERV, inicialmente ostentando el rango de capitán y luego a mayor, después de ser promovida. En Rebuild of Evangelion, su rango es de teniente coronel.
Al comienzo de la historia, Misato es la responsable de transportar a Shinji Ikari a las instalaciones de NERV y es quien le convence de pilotear la unidad Eva-01. Más tarde, decide acoger a Shinji en su apartamento en lugar de que este viva solo, convirtiéndose así en su tutora. También se convierte en la tutora de Asuka Langley Sōryū. A medida que avanza la serie, Misato aprende la verdad detrás del Proyecto de Instrumentación Humana y desenmascara las mentiras y engaños de NERV y SEELE.

## Concepción
De acuerdo con lo dicho por el diseñador de personajes Yoshiyuki Sadamoto, este encontró el diseño de Misato como el "más difícil de realizar". Sadamoto deseaba que Misato fuera un personaje a la moda, alguien que constantemente cambiase de ropa, pero descubrió que su propia falta de sentido en la moda le hacía incapaz de demostrarlo. Además, previó a Misato como una "chica perdedora" que sería promiscua y no se tomaría las cosas en serio.
El director Hideaki Anno, describió a Misato como «una mujer de veintinueve años que vive la vida con tanta ligereza que apenas le permite la posibilidad del contacto humano. Se protege a sí misma manteniendo relaciones superficiales y huyendo constantemente». También la ha descrito como una versión adulta de Usagi Tsukino de Sailor Moon, personaje con el cual comparte actriz de voz y el mismo diseño de cabello.
La disparidad entre su profesionalismo en el trabajo y su despreocupación en el hogar, así como también sus problemas en sus relaciones con su padre y Kaji, y la naturaleza ambigua de su relación con Shinji, a menudo la atan a problemas psicológicos (los cuales se asemejan a los de Shinji, razón por la cual ambos desarrollan simpatía por el otro).
Como muchos personajes en Evangelion, Misato fue nombrada como un buque; el Katsuragi, un portaaviones japonés de la Segunda Guerra Mundial. Su nombre se debe a la heroína del manga Aitsu de Minako Narita.